# Hermann Abmayr (Journalist)
Hermann Georg Abmayr (* 7. November 1955 in Augsburg) ist ein deutscher Journalist, Dokumentarfilmer, Hörfunk- und Buchautor.

## Leben
Hermann Abmayr ist seit 1980 als Journalist für Zeitungen und Zeitschriften tätig. Seit dem Jahr 1985 arbeitet er auch für Fernsehsender. Zunächst war er für den Westdeutschen Rundfunk tätig, später für den Süddeutschen Rundfunk bzw. Südwestrundfunk, den Saarländischen Rundfunk und die ARD. Abmayr ist Autor zahlreicher Dokumentarfilme, ARD-Magazin- und Hörfunkbeiträge sowie einiger Sachbücher. Seine inhaltlichen Schwerpunkte bilden die Themen Verkehr, Umwelt, Wirtschaft, Sozialpolitik und deutsche Zeitgeschichte bzw. Geschichte des Nationalsozialismus.

## Auszeichnungen
Die ARD-Dokumentation Gesucht wird Josef Mengele (1985), für deren Recherche Abmayr zuständig war, erhielt einen Grimme-Preis. Sein Film Vor uns das Paradies (SWR) erhielt eine Grimme-Nominierung. Auch andere Filme von Abmayr wurden ausgezeichnet. Unter anderem erhielt Abmayr 2017 den Diakonie-Journalistenpreis für die SWR-Dokumentation Harte Arbeit – schlechter Lohn. Wie Menschen abgehängt werden und 2019 den Willi-Bleicher-Preis für die SWR-Dokumentation Fit bis zur Rente? Wenn Arbeit krank macht … Als dritter Preisträger des Untertürkheimer Albert-Dulk-Preises wird Abmayr am 14. November 2025 ausgezeichnet.

## Dokumentarfilme
- 1985: Gesucht wird … Josef Mengele, Felix Kuballa (Buch und Regie), Hermann G. Abmayr (Recherche), WDR, 45 Minuten
- 1988: Komplizen oder Kontrolleure – Von den Schwierigkeiten der Arbeiter mit dem Umweltschutz, SDR, 30 Minuten
- 1989: Flexibel ins Abseits: Oder wie viel Schutz braucht die Arbeit, SDR, 30 Minuten
- 1990: Rette sich wer kann: Zur Lage der DDR-Arbeiter, SDR,  30 Minuten
- 1991: Aber der Wagen der rollt: Von Autos, Arbeitern und der Umwelt, SDR, 45 Minuten
- 1993: Eine Region lebt vom Auto, SDR, 45 Minuten
- 1997: Mythos Autobahn, SDR, 45 Minuten
- 1998: Arbeitslosigkeit – ein Gespenst der deutschen Geschichte, SDR, 45 Minuten
- 1999: Versuch über Josef Mengele, SWR, 45 Minuten
- 2000: Vor uns das Paradies – Zukunftsvisionen und Technikeuphorie in den 60er Jahren, SWR, 45 Minuten
- 2002: Das Reichsparteitagsgelände in der Reihe Orte des Erinnerns, SWR, 30 Minuten
- 2003: Der Irak und der Westen, SWR, 45 und 30 Minuten
- 2006: Als der Staat rot sah – Justizopfer im Kalten Krieg, WDR, 45 Minuten
- 2007: Wer nicht kämpft, hat schon verloren – Willi Bleicher: Widerstandskämpfer und Arbeiterführer, DVD, 60 Minuten

- 2009: Spur der Erinnerung, zusammen mit Roberto Sanchez, DVD, 30 Minuten
- 2010: Stuttgart steht auf – Porträt einer neuen Demokratiebewegung, DVD, 30 Minuten
- 2013: Hungerlohn am Fließband – Wie Tarife ausgehebelt werden, Jürgen Rose und Claus Hanischdörfer (Buch und Regie), Hermann G. Abmayr (Recherche), ARD, 45 Minuten
- 2014: Betriebsstörung – Macht die Bahn noch mobil, zusammen mit Tilman Achtnich (Buch und Regie), ARD, 45 Minuten
- 2014: Die Methode Bahn – Preise rauf, Angebote runter, SWR, 45 Minuten
- 2015: Anschluss verpasst – Die Bahn und die Kunden. SWR, 45 Minuten
- 2016: Falsches Signal – Wie die Bahn beim Gütertransport versagt, SWR, 45 Minuten
- 2017: Harte Arbeit – schlechter Lohn. Wie Menschen abgehängt werden, SWR, 45 Minuten
- 2018: Bahnmagazin Südwest – Die Milliarden-Projekte, SWR, EBR, 30 Minuten
- 2018: Fit bis zur Rente? Wenn Arbeit krank macht, SWR, 45 Minuten
- 2019: Der Bahnreport – Was läuft hier schief?, SWR, 45 Minuten
- 2019: Die Gäubahn – Das Ende einer Magistrale?, SWR, 30 Minuten
- 2019/20: Sie kann ja nichts für ihren Vater – Eine Begegnung zwischen Täter- und Opferkind, im Auftrag des Hauses der Geschichte Baden-Württemberg, DVD, 30 Minuten
- 2020: Showdown am Bahnhof – Stuttgart 21 und der Schwarze Donnerstag, SWR, 45 Minuten
- 2020: Corona – und alles ist anders: Hauptsache überleben SWR, 45 Minuten, zusammen mit António Cascais und Patrick Hünerfeld
- 2020: Landwirtschaft in der Corona-Krise – Was geschieht mit unserem Spargel? SWR, 45 Minuten
- 2021: Eine Polin für Oma (zusammen mit Mirjana Momirovic, Caroline Haertel), ARD, 45 Minuten
- 2022: Jagd auf Verfassungsfeinde – Der Radikalenerlass und seine Opfer, ARD, 45 Minuten
- 2022: Eisenbahner im Widerstand – Vergessene Gegner des NS-Regimes, SWR, 45 Minuten
- 2022: Eisenbahner im Widerstand – 1933 bis 1939, SWR, 30 Minuten
- 2022: Eisenbahner im Widerstand – 1940 bis 1945, SWR, 30 Minuten

## Veröffentlichungen (Auswahl)

### Buchautor
- Wir brauchen kein Denkmal – Willi Bleicher, der Arbeiterführer und seine Erben. Silberburg-Verlag, Stuttgart 1992, ISBN 978-3-87407-123-9.
- mit Michael Zeiß, Ulrich Viehöver, Winfried Wolf, Robert Kurz: Der große Crash. Der Kollaps unserer Autogesellschaft. Schüren, Marburg 1994, ISBN 978-3-89472-129-9. Inhaltsverzeichnis.
- mit Roberto Sanchez, Peter Grohmann: SPUR der Erinnerung - der Film. Eine Filmdokumentation zur Spur der Erinnerung. Grohmann, Stuttgart 2009, ISBN 978-3-927340-90-9.

### Artikelautor in Büchern
- Angst vor dem Volk. In: Volker Lösch, Gangolf Stocker, Sabine Leidig, Winfried Wolf (Hrsg.): Stuttgart 21 oder: Wem gehört die Stadt? PapyRossa-Verlag, Köln 2011, ISBN 978-3-89438-450-0, S. 90–94. Inhaltsverzeichnis.
- Die biologische Lösung. Die Verweigerung der Verfolgung der Täter des Massakers von Sant' Anna di Stazzema durch die Stuttgarter Staatsanwaltschaft. In: Jörg Lang, Peter Grohmann (Hrsg.): Politische Justiz in unserem Land: eine Sammlung von Beispielen. Grohmann, Stuttgart 2013, ISBN 978-3-944137-35-3, S. 137–152. Inhaltsverzeichnis.

### Herausgeber
- mit Ulrich Weitz (Hrsg.): Alltag macht Geschichte. Stuttgart-Rohracker: eine andere Heimatkunde. Silberburg-Verlag, Stuttgart 1990, ISBN 978-3-925344-52-7. Inhaltsverzeichnis.
- Sillenbuch & Riedenberg – Zwei Stadtdörfer erzählen ihre Geschichte. Schmetterling-Verlag, Stuttgart 1995, ISBN 978-3-925344-52-7.
- Stuttgarter NS-Täter. Vom Mitläufer bis zum Massenmörder. 3. erweiterte Auflage. Schmetterling-Verlag, Stuttgart 2021, ISBN 978-3-89657-166-3 (stuttgarter-ns-taeter.de – Erstausgabe:  2009).
- Willi Bleicher - Texte eines Widerständigen. Briefe aus dem KZ, Reden und Interviews. Mit erklärenden Texten von Hermann Abmayr. Schmetterling Verlag, Stuttgart 2025, ISBN 978-3-89657-193-9.